# Катальпа яйцевидная
Катальпа яйцевидная (лат. Catalpa ovata) — вид листопадных деревьев семейства Бигнониевые, произрастающих в Восточной Азии.
В России изредка используется в озеленении в Средней полосе и южнее, также может расти на юге Дальнего Востока.

## Распространение и экология
Произрастает в Китае, в провинциях: Аньхой, Внутренняя Монголия, Ганьсу, Гирин, Ляонин, Нинся, Синьцзян, Сычуань, Хубэй, Хэбэй, Хэйлунцзян, Хэнань, Цзянсу, Цинхай, Шаньдун, Шаньси, Шэньси.
Встречается на склонах гор на высоте (500)1900—2500 м.

## Ботаническое описание

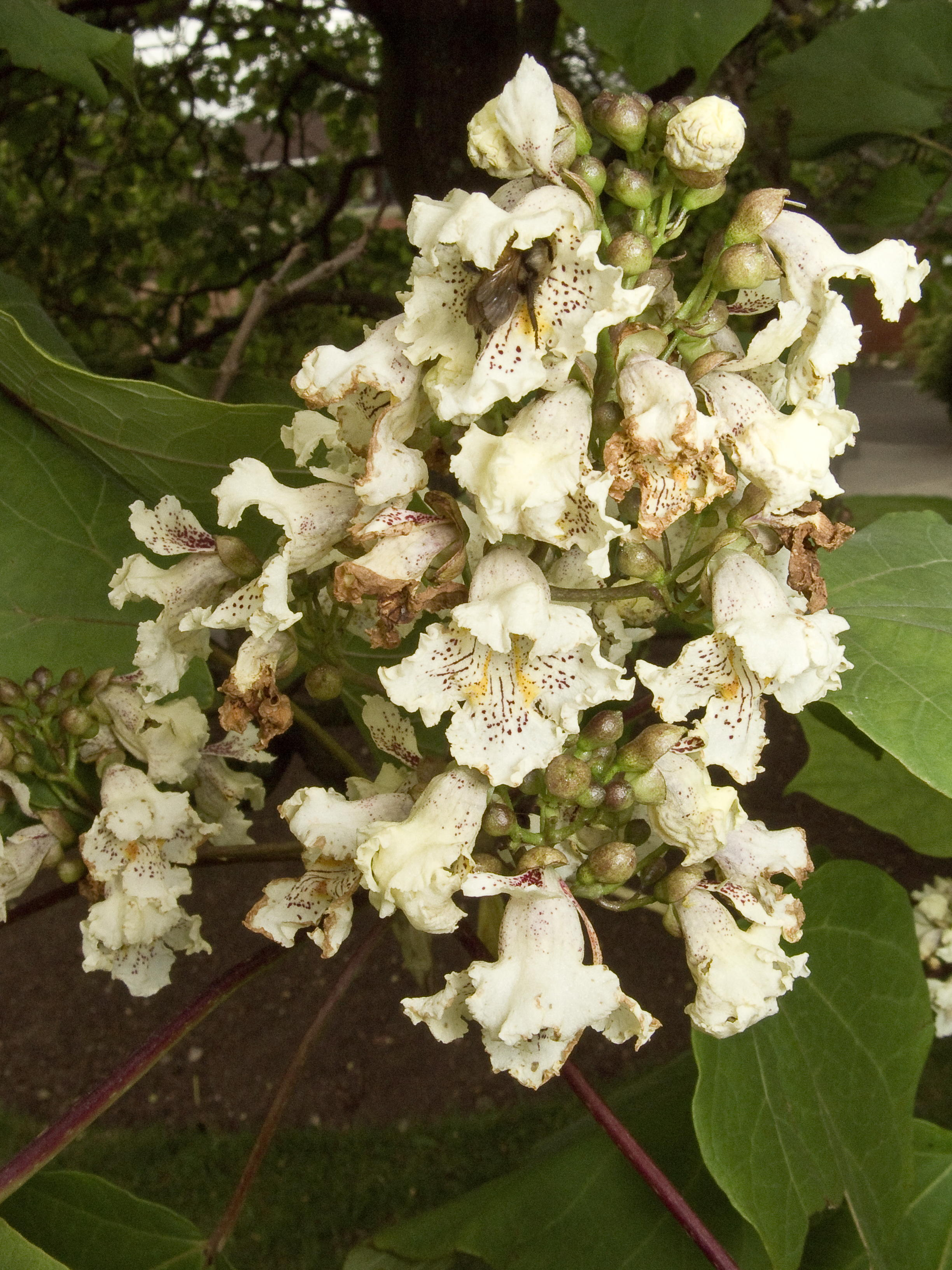
Соцветие катальпы яйцевидной

Листопадное дерево высотой 6—15 м. Молодые ветви слабоопушённые.
Листья широкояйцевидные с цельным краем, сердцевидным основанием и обычно с тремя лопастями с заострёнными верхушками, длиной и шириной 15—25 см, с черешком длиной 6—18 см. Поверхность шероховатая, редкоопушённая или голая. Вначале мелкоопушена также, как и верхняя часть листа, в любое время опушение наиболее велико на жилках снизу. Выделяется 5—7 крупных жилок, расходящихся пальчато от основания. Листья расположены обычно попарно супротивно, иногда мутовчато.
Цветки однодомные, обоеполые, собраны в стоячие метельчатые верхушечные широкопирамидальные соцветия высотой 12—28 см, с рассеянно-опушённым цветоносом. Чашечка двугубая, диаметром 6—8 мм. Венчик колокольчатый, бледно-жёлтый, с двумя жёлтыми полосками и пурпурными пятнами у горла, размерами 2,5 × 2 см; нижняя губа венчика крупнее верхней. Пыльники расходящиеся, столбик нитевидный, рыльце двулопастное. Цветение происходит в июле—августе (по другим данным: в мае—июне).
Плод — линейная поникающая коробочка, длиной 20—30 см, шириной 5—7 мм. Семена длинноэллипсовидные, длиной 6—8 мм, шириной до 3 мм, с длинными ворсинками на обоих концах. Плодоношение происходит в августе—октябре.
Число хромосом 2n = 40.

## Значение и применение

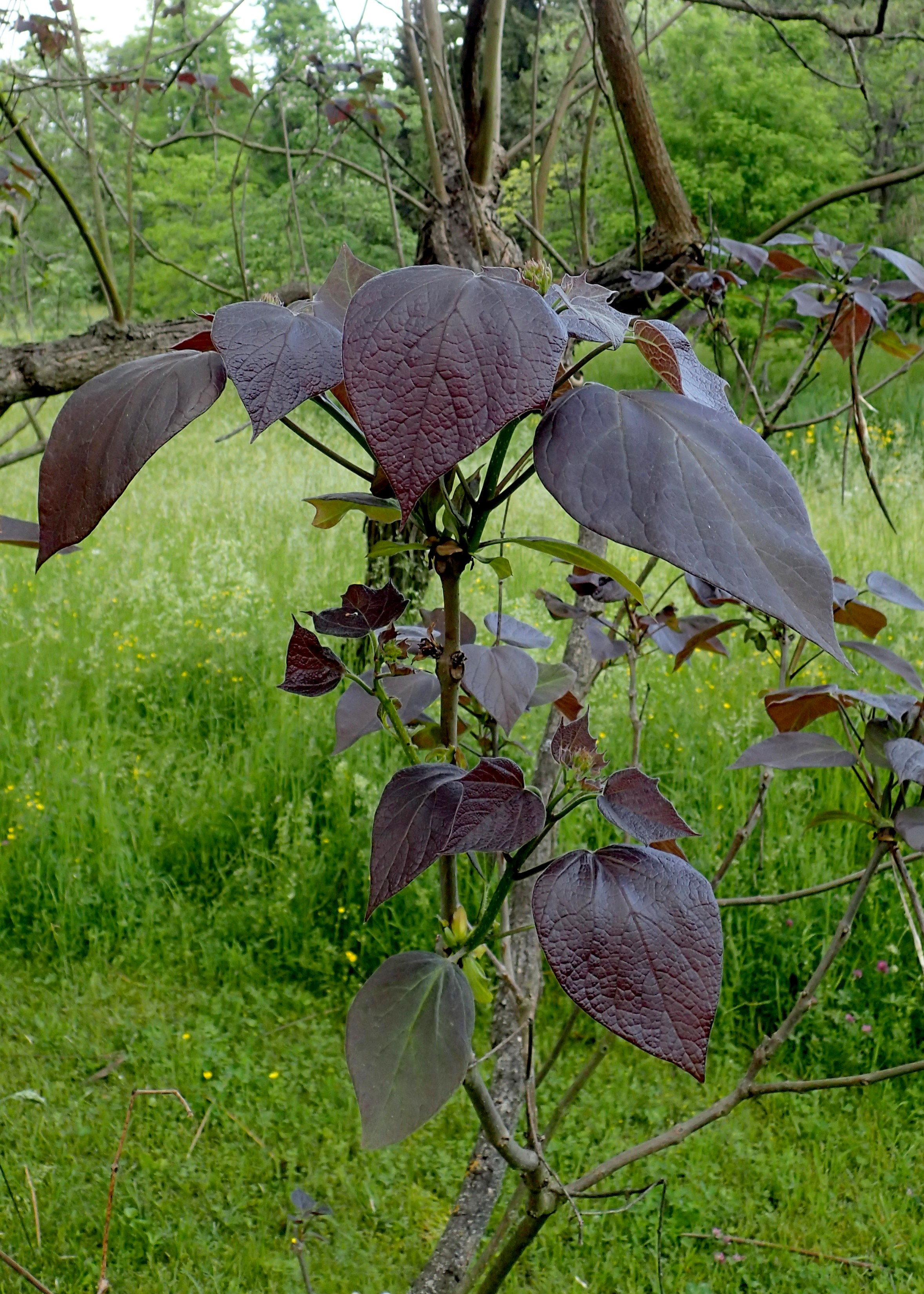
Листья катальпы яйцевидной сорта 'Atropurpurea'

Выращивается как декоративное растение. Привлекательна крупными соцветиями ароматных цветков и листьями и необычными плодами, похожими на фасоль. Существуют сорта с листьями, окрашенными в необычные цвета, например, в пурпурный (сорт 'Atropurpurea'). Широко известен возникший в культуре гибрид катальпы яйцевидной с катальпой бигнониевидной, называемый катальпой краснеющей (Catalpa × erubescens). Катальпы легко размножаются семенами и довольно быстро растут. Также возможно черенкование.

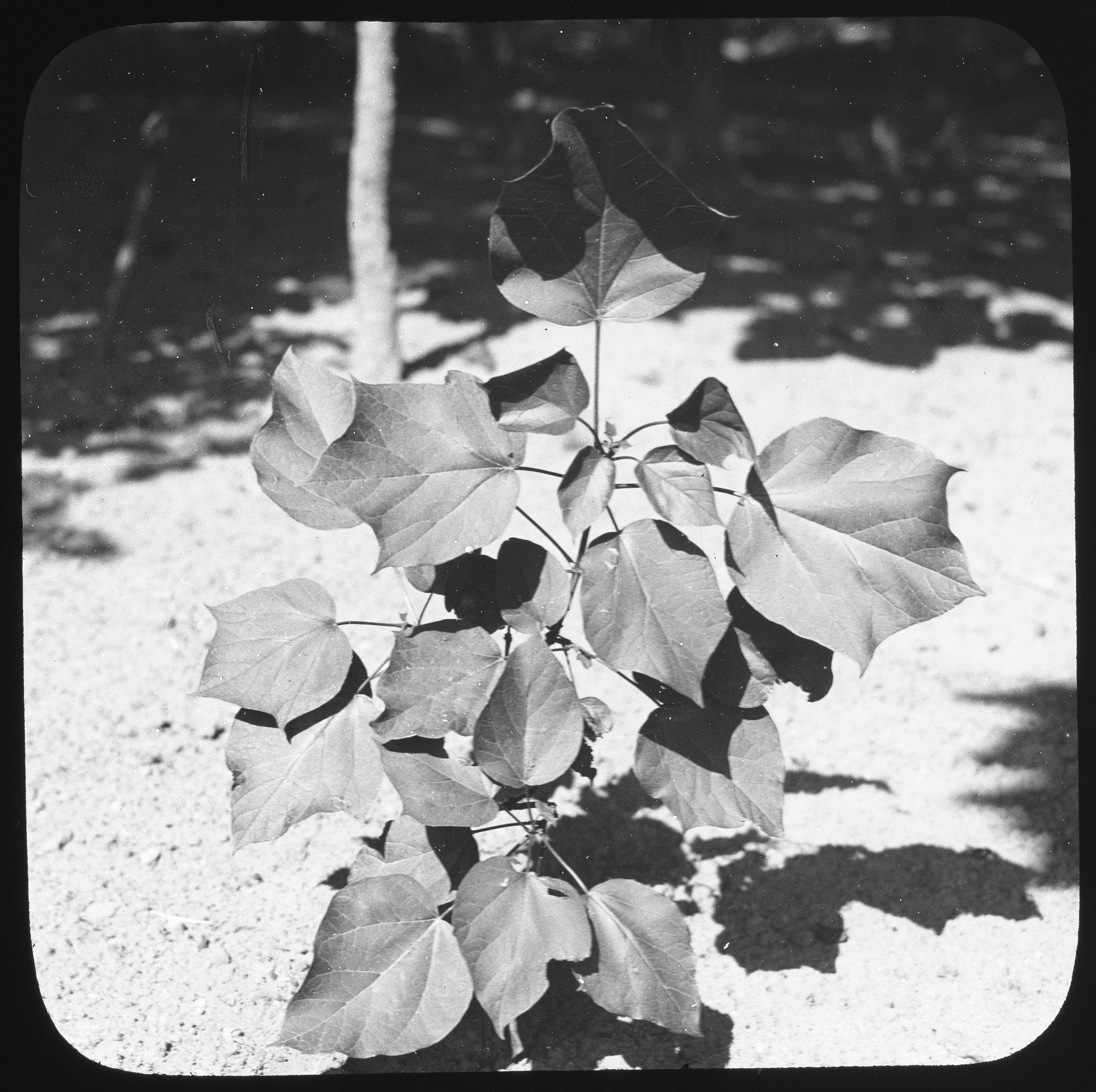
Типичная трёхлопастная форма листа

Данный вид катальпы подходит для выращивания в 5 USDA-зоне (до −28.9°C). В ГБС РАН в Москве подмерзают однолетние побеги, а иногда и многолетние (зимостойкость III(IV)). Но небольшие подмерзания — это обычное свойство катальп, павловний и некоторых других растений, побеги которых часто не успевают полностью одревеснеть к зиме при выращивании в северных широтах.
Катальпа яйцевидная является хорошим медоносом. Каждый цветок производит до 3 мг нектара в сутки.

## Отличия от схожих видов
Катальпу яйцевидную можно перепутать с другими тремя морозостойкими видами катальп. От североамериканской катальпы бигнониевидной данный вид отличается более мелкими и при этом желтоватыми цветками, бо́льшим количеством трёхлопастных листьев по отношению к безлопастным, а также более узкими плодами и более маленькими семенами. От североамериканской катальпы прекрасной отличия те же, только ещё более выраженные: листья у прекрасной почти всегда безлопастные, плоды гораздо более широкие, цветки, листья и семена гораздо более крупные. От азиатской катальпы Бунге катальпа яйцевидная отличается более крупными и более лопастными листьями и более мелкими цветками другой окраски (у Бунге цветки розоватые).
Также катальпы иногда путают с павловниями, но тут отличий гораздо больше, чем между разными катальпами. У павловнии совершенно другие по виду плоды — широкояйцевидные коробочки, не имеющие никакого внешнего сходства с линейными коробочками-"стручками" катальпы. Семена также несхожи: у павловнии они совсем маленькие, с боковыми крыльями, без ворсинок. Цветки павловнии схожи по устройству с катальповыми, но имеют сиреневый окрас, более вытянутые и распускаются до или во время появления листьев. Наиболее схожи листья павловнии и катальпы, но у павловнии они ещё более крупные  и более опушённые. У некоторых видов листья пятилопастные и с зубчатым краем, что у катальп не встречается, у других (например, павловния войлочная) листья по форме схожи с катальповыми: с цельным краем, сердцевидные и безлопастные либо трёхлопастные (в таких случаях наиболее простым и надёжным будет определение по плодам, хотя в целом листья павловнии всё равно выглядят несколько отличным от катальпы образом и имеют другую текстуру).

## Синонимы
По данным сайта POWO, катальпа яйцевидная имеет 10 синонимичных латинских названий:
- Catalpa bignonioides var. kaempferi DC., 1845
- Catalpa bungei Dippel, 1889
- Catalpa henryi Dode, 1907
- Catalpa himalayaca Dippel, 1889
- Catalpa himalayensis Dippel, 1889
- Catalpa kaempferi (DC.) Siebold & Zucc., 1846
- Catalpa nana Dippel, 1889
- Catalpa ovata f. flavescens (Bean) Rehder, 1949
- Catalpa ovata var. flavescens Bean, 1914
- Catalpa wallichiana Beck & Abel, 1890